# 离心泵

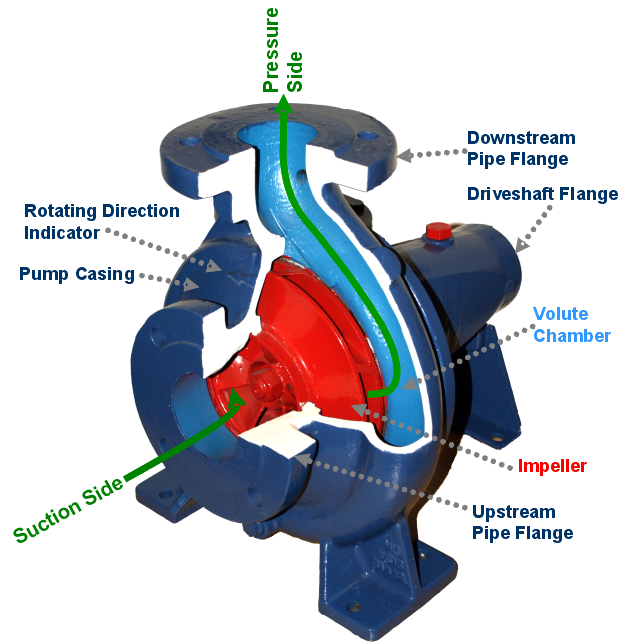
一座典型的卧式單邊離心泵的基本結構。

离心泵(英语：centrifugal pump，centrifugal pumps)是通过旋转泵的叶轮产生的离心力带动流体的转动来完成流体的输送，主要由叶轮、泵壳和轴封装置构成。最常见的离心泵例如水泵。

## 科研
2019年5月，上海儿童医学中心成立国产离心泵研发小组，由体外循环科主任王伟牵头，利用3D打印、计算机模拟等技术，成功设计出自主知识产权的机电磁一体化的离心泵，也是目前为止中国首个成套的心脏术中和危重疾病机械辅助均可适用的离心泵设备。